# Turcja na Letnich Igrzyskach Olimpijskich 1908
Turcję na Letnich Igrzyskach Olimpijskich 1908 reprezentował jeden zawodnik.

## Reprezentanci

### Gimnastyka
| Zawodnik    | Konkurencja            | Finał | Finał   |
| Zawodnik    | Konkurencja            | Wynik | Miejsce |
| ----------- | ---------------------- | ----- | ------- |
| Aleko Mulos | wielobój indywidualnie | 154,5 | 67.     |